# Orgnac-sur-Vézère
 Orgnac-sur-Vézère  (en occitano Òrnhac) es una comuna y población de Francia, en la región de Lemosín, departamento de Corrèze, en el distrito de Brive-la-Gaillarde y cantón de Vigeois.
Su población en el censo de 2008 era de 303 habitantes.
Está integrada en la Communauté de communes des trois A: A20, A89 et Avenir.

## Demografía
| 429 | 493 | 379 | 338 | 323 | 304 | 303 |
| Para los censos de 1962 a 1999 la población legal corresponde a la población sin duplicidades (Fuente: INSEE [Consultar]) |     |     |     |     |     |     |